# Stångtjärnen (Revsunds socken, Jämtland)
Stångtjärnen är en sjö i Bräcke kommun i Jämtland och ingår i Ljungans huvudavrinningsområde.